# Serena von Spoleto
Serena von Spoleto war eine frühchristliche Märtyrin. Ihr Gedenktag ist der 30. Januar.
Von Serena berichtet der heiligen Savino, Bischofs von Spoleto. Um 291 erlitt Serena dieser Überlieferung zufolge während der Christenverfolgung unter Kaiser Diokletian im italienischen Spoleto das Martyrium.
Im Jahre 970 brachte Bischof Dietrich I. die Reliquien der heiligen Serena nach Metz.
Neben dem 30. Januar gedenkt man der Heiligen auch am 7. Dezember, zusammen mit dem heiligen Savino. Serena von Spoleto wird auch im saarländischen Tholey besonders verehrt.